# Journal d'un disparu
Le Journal d'un disparu (ou Carnet d'un disparu, en tchèque : Zápisník zmizelého) est un cycle de chants écrit par Leoš Janáček en 1917 pour ténor, alto, chœurs féminins et piano.
Les textes sont des poèmes anonymes en dialecte morave, publiés en 1916 dans Lidové noviny, un quotidien alors publié à Brno, décrivant les aventures d'un jeune fermier amoureux d'une gitane et qui finit par partir de son village avec elle et leur bébé.
On peut y voir une allusion à la rencontre récente du compositeur, déjà mûr et marié, avec son égérie de 38 ans sa cadette, Kamila Stösslová.
Cette œuvre se caractérise par ses couleurs riches et contrastées, et l'exploitation judicieuse de la fraîcheur du texte.
On peut aussi noter une certaine économie de moyens — le chœur pouvant être réduit à trois voix de femmes — et peut être rapprochée par ce biais d'autres pièces qui lui sont contemporaines comme L'Histoire du soldat de Charles Ferdinand Ramuz et Igor Stravinsky. 
La première eut lieu au Palais Reduta à Brno le 18 avril 1921. La partie de ténor était tenue par Karel Zavřel, celle d'alto par Ludmila Kvapilová-Kudláčková, et la partie de piano était jouée par Břetislav Bakala, un élève de Janáček.
Il comporte 22 numéros et son exécution dure environ une demi-heure.
- J'ai rencontré une jeune tzigane — pour ténor
- La noire tzigane — pour ténor
- Des lucioles dansent — pour ténor
- Déjà de jeunes hirondelles pépient — pour ténor
- Que c'est pénible de labourer — pour ténor
- Ohé ! Mes bœufs gris ! — pour ténor
- J'ai perdu une chevillette — pour ténor
- Ne regardez pas tristement — pour ténor
- Bonjour, petit Yanik — pour alto, ténor et chœurs
- Ô Dieu lointain — pour alto et chœurs
- L'odeur du sarrazin fleuri — pour ténor et alto
- Une charmille sombre — pour ténor
- Piano solo
- Le soleil monte — pour ténor
- Mes petits bœufs gris — pour ténor
- Qu'ai-je donc fait ? — pour ténor
- Personne n'échappe à sa destinée — pour ténor
- Je ne songe maintenant qu'à une chose — pour ténor
- Une pie vole — pour ténor
- J'ai une jolie aimée — pour ténor
- Mon cher papa — pour ténor
- Adieu, mon pays natal — pour ténor

## Discographie
- Ruby Philogene, Ian Bostridge, Diane Atherton, Deryn Edwards et Thomas Adès (EMI Classics, 2002).